# Montemor-o-Velho
Montemor-o-Velho (mõtɨ'mɔɾ u 'vɛʎu) è un comune portoghese di 25 478 abitanti situato nel distretto di Coimbra.
Nel suo territorio le acque del fiume Mondego ricevono quelle del fiume Arunca.

## Società

### Evoluzione demografica
| Popolazione di Montemor-o-Velho (1801 – 2004) | Popolazione di Montemor-o-Velho (1801 – 2004) | Popolazione di Montemor-o-Velho (1801 – 2004) | Popolazione di Montemor-o-Velho (1801 – 2004) | Popolazione di Montemor-o-Velho (1801 – 2004) | Popolazione di Montemor-o-Velho (1801 – 2004) | Popolazione di Montemor-o-Velho (1801 – 2004) | Popolazione di Montemor-o-Velho (1801 – 2004) | Popolazione di Montemor-o-Velho (1801 – 2004) |
| --------------------------------------------- | --------------------------------------------- | --------------------------------------------- | --------------------------------------------- | --------------------------------------------- | --------------------------------------------- | --------------------------------------------- | --------------------------------------------- | --------------------------------------------- |
| 1801                                          | 1849                                          | 1900                                          | 1930                                          | 1960                                          | 1981                                          | 1991                                          | 2001                                          | 2004                                          |
| 9528                                          | 6345                                          | 22361                                         | 25162                                         | 27925                                         | 27274                                         | 26375                                         | 25478                                         | 25082                                         |

## Freguesias
- Abrunheira, Verride e Vila Nova da Barca
- Arazede
- Carapinheira
- Ereira
- Liceia
- Meãs do Campo
- Montemor-o-Velho e Gatões
- Pereira
- Santo Varão
- Seixo de Gatões
- Tentúgal